# 얀드로 킨타나
얀드로 미겔 킨타나 리발타(스페인어: Yandro Miguel Quintana Rivalta, 1980년 1월 30일 ~ )는 쿠바의 레슬링 선수로 2004년 하계 올림픽 남자 자유형 페더급에 참가했다. 그는 대회 결승에서 이란의 마수드 모스타파조카르를 제치고 금메달을 획득했다.